# Delta Force: Angel Falls
Delta Force: Angel Falls es el título de un videojuego perteneciente al género de disparos en primera persona desarrollado por la empresa NovaLogic, fue anunciado originalmente en el año 2008.

## Desarrollo
La última incorporación a la serie de juegos Delta Force debía establecerse en la región noroeste de América Central, así como América del Sur, que explica el subtítulo Angel Falls. De acuerdo con un usuario que al parecer telefoneó NovaLogic en abril de 2008, el juego estaba siendo desarrollado en un código completamente nuevo motor llamado martillo, en el momento comparable al motor de Crysis. Otras características se explican tales como la capacidad de cambiar terrenos sobre la marcha y ser capaz de pilotar tanto suelo y vehículos aéreos.
El NovaLogic DF: la página del producto AF ya no está en línea, pero una página oculta, solicitando testeadores Alpha, todavía está disponible. La información técnica no ha cambiado desde su subida originalmente en noviembre de 2011, aunque fueron editados ciertos criterios de selección de testeadores, en mayo de 2012.

## Temas sobre licencia
NovaLogic anunció que habían terminado su acuerdo de licencia con el editor europeo MTR soft, debido a la preocupación de ellos respecto al contrato de licencia del título, para obtener fondos adicionales.